# Nečujam
Nečujam je naselje na otoku Šolti, karakteristično po velikom broju vikendica i hotela. Administrativno pripada Općini Šolta.

## Povijest
U 4. stoljeću car Dioklecijan koji je živio nedaleko u svojoj palači (današnjoj jezgri Splita) rabio je najmanju uvalu u Nečujmu kao svoj ribnjak. Zato je toj uvalici i danas ime Piškera, a ruševine su još uvijek na dnu mora. U Piškeri je Dioklecijan imao i terme gdje je dolazio na kupanje. Tada je Nečujam od Splita bio udaljen 7 – 8 sati veslanja, a danas je to otprilike 15 – 20 minuta brodom budući se radi o udaljenosti od 9 nautičkih milja. Još od tog vremena Nečujam je ostao poglavito mjesto za odmor, ne za rad. Za Rimljane vjerojatno je u Nečujmu bila tvornica opeka, zatim terme i ribnjak. Uz crkvu se nalazi bivša kuća Dujma Balistrilića, gdje je boravio i Marko Marulić no gusarski napadi primorali su Marulića da se ponovo vrati u Split.
Njegova tišina i zelena ljepota bili su inspiracija velikim hrvatskim pjesnicima, kao  Marku Maruliću i Petru Hektoroviću koji su svoja najbolja djela napisali u Nečujmu. Kuća u kojoj su živjeli još uvijek stoji, blizu diskoteke. Najveća imena hrvatskog slikarstva i kiparstva sudjeluju svakog rujna u Umjetničkoj koloniji u Nečujmu.
Nečujam je niz uvala. Ukupno su duge 1,8 km i široke do 1,2 km. Nečujam se nalazi na sjevernoj strani otoka, a od Splita ga dijeli nepunih 9 milja mora.
Izgradnjom modernih vikend kuća i turističkog naselja Nečujam postaje moderno turističko mjesto. Latinski naziv mjesta, Vallis surda ili 'gluha uvala', dolazi iz veličine nečujamske uvale.

## Spomenici i znamenitosti
U uvali Piškeri pronađeni su ostatci rimske gospodarske zgrade, a na okolnim prostorima otkriveni su grobovi i mnogi komadi keramike i novca. I danas su vidljivi ostatci zidina kojima je uvala bila zatvorena i pretvorena u ribnjak. Ostaci rimske nekropole pronađeni su i na položaju blizu uvale Supetar.  U dnu uvale, na njezinoj istočnoj strani, ima ostataka iz starog vijeka, a nedaleko od njih su ruševine gotičke crkvice iz 15. stoljeća. Uz crkvu je jednostavna kamena kuća koja je nekada pripadala Dujmu Balistriliću, prijatelju pjesnika Marka Marulića koji je u njoj boravio; u kući je memorijalna zbirka posvećena Marku Maruliću, pred kućom spomen-stup podignut pjesniku Petru Hektoroviću.
- Crkva sv. Petra, zaštićeno kulturno dobro

## Demografija
| broj stanovnika |       |       |       |       |       |       |       |       |       | 12    | 19    | 6     |       |       | 80    | 171   | 286   |
|                 | 1857. | 1869. | 1880. | 1890. | 1900. | 1910. | 1921. | 1931. | 1948. | 1953. | 1961. | 1971. | 1981. | 1991. | 2001. | 2011. | 2021. |

| Pregled broja stanovnika po godinama | Pregled broja stanovnika po godinama | Pregled broja stanovnika po godinama | Pregled broja stanovnika po godinama | Pregled broja stanovnika po godinama | Pregled broja stanovnika po godinama | Pregled broja stanovnika po godinama | Pregled broja stanovnika po godinama | Pregled broja stanovnika po godinama | Pregled broja stanovnika po godinama | Pregled broja stanovnika po godinama | Pregled broja stanovnika po godinama | Pregled broja stanovnika po godinama | Pregled broja stanovnika po godinama | Pregled broja stanovnika po godinama | Pregled broja stanovnika po godinama |
| ------------------------------------ | ------------------------------------ | ------------------------------------ | ------------------------------------ | ------------------------------------ | ------------------------------------ | ------------------------------------ | ------------------------------------ | ------------------------------------ | ------------------------------------ | ------------------------------------ | ------------------------------------ | ------------------------------------ | ------------------------------------ | ------------------------------------ | ------------------------------------ |
| 1857.                                | 1869.                                | 1880.                                | 1890.                                | 1900.                                | 1910.                                | 1921.                                | 1931.                                | 1948.                                | 1953.                                | 1961.                                | 1971.                                | 1981.                                | 1991.                                | 2001.                                | 2011.                                |
| 0                                    | 0                                    | 0                                    | 0                                    | 0                                    | 0                                    | 0                                    | 0                                    | 0                                    | 12                                   | 19                                   | 6                                    | 0                                    | 0                                    | 80                                   | 171                                  |

## Vanjske poveznice
- Nečujam  Arhivirana inačica izvorne stranice od 19. travnja 2009. (Wayback Machine)